# Сан-Жозе-ду-Седру
Сан-Жозе-ду-Седру (порт. São José do Cedro) — муниципалитет в Бразилии, входит в штат Санта-Катарина. Составная часть мезорегиона Запад штата Санта-Катарина. Входит в экономико-статистический микрорегион Сан-Мигел-ду-Уэсти. Население составляет 12 862 человека на 2006 год. Занимает площадь 279,581 км². Плотность населения — 46,0 чел./км².

## История
Город основан 27 июля 1958 года.

## Статистика
- Валовой внутренний продукт на 2003 составляет 118 515 341,00 реалов (данные: Бразильский институт географии и статистики).
- Валовой внутренний продукт на душу населения на 2003 составляет 8954,02 реалов (данные: Бразильский институт географии и статистики).
- Индекс развития человеческого потенциала на 2000 составляет 0,804 (данные: Программа развития ООН).

## География
Климат местности: мезотермический гумидный.